# Нескучное (Саратовская область)
Неску́чное  — село в Аркадакском районе Саратовской области России. Входит в Львовское сельское поселение.

## История
Согласно «Списку населенных мест Российской империи по сведениям 1859 года» Саратовская губерния, Балашовский уезд, стан 1: деревня Нескучная владельческая, при реке Аркадак, число дворов -58, жителей мужского пола - 240, женского пола -245. На 1911 год деревня входит в Балашовский уезд, Аркадакская волость. Согласно "Списку населенных мест Саратовской губернии по сведениям на 1911 год", деревня Нескучная (Поповка) бывшая владельческая г. Абазы; число дворов - 142, жителей мужского пола - 368, женского пола - 370, всего – 738. В деревне была земская школа. В 30-е годы на территории Нескучненского сельского совета была создана сельхозартель "имени Чапаева" объединявшая 130 дворов.

## Население
| 2010 |
| ---- |
| 22   |

## Уличная сеть
В селе одна улица: ул. Фрунзе.

## Известные уроженцы
Мустафенков Владимир Трофимович — до марта 2005 года Председатель Владимирского областного суда.
Исайкин Григорий Трофимович - участник Великой Отечественной войны, рядовой, родился в 1914 году, погиб в бою 18 марта 1945 года. Похоронен в Латвии, г.Салдус